# Tchapular

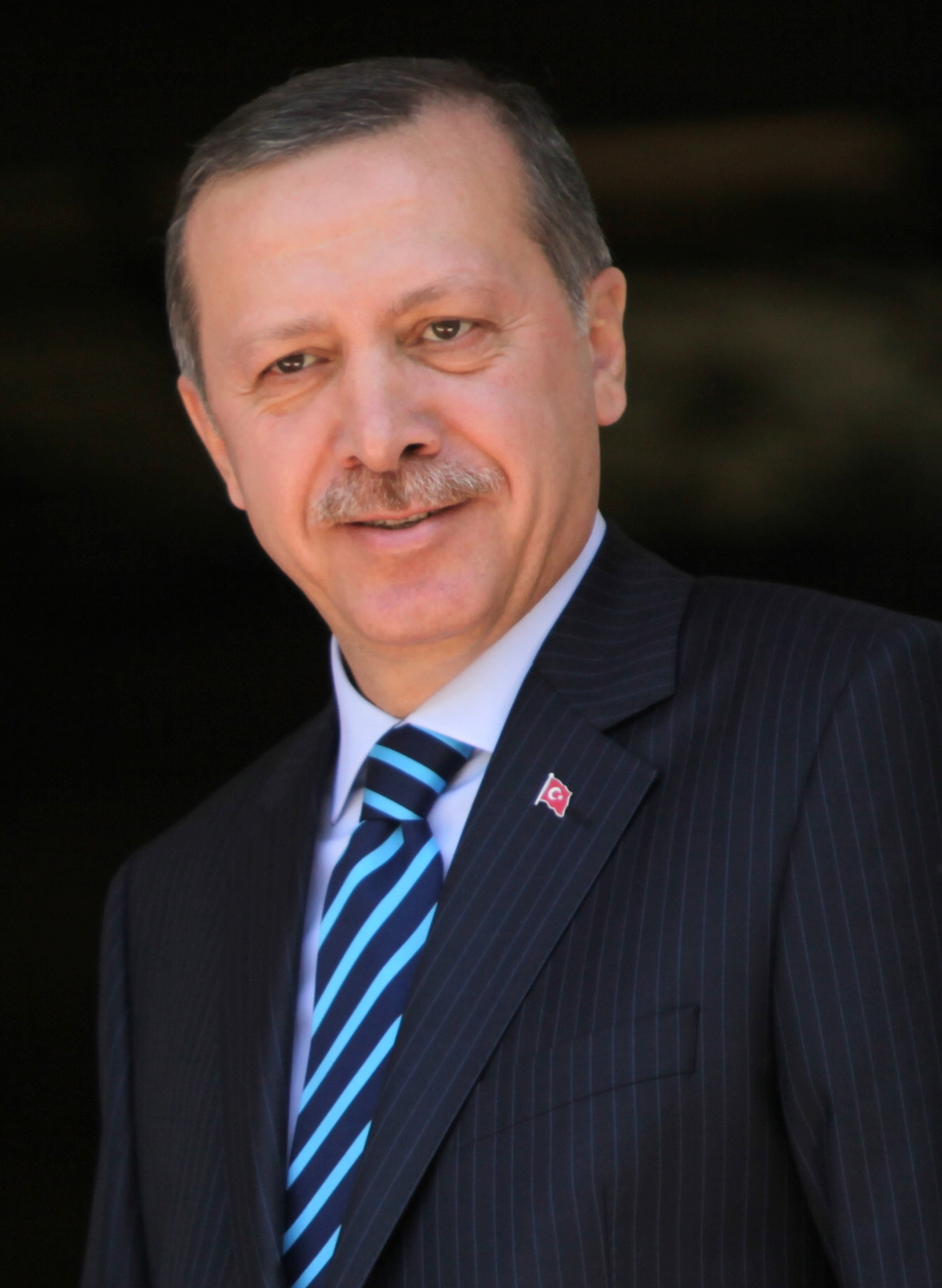
Tayyip Erdoğan

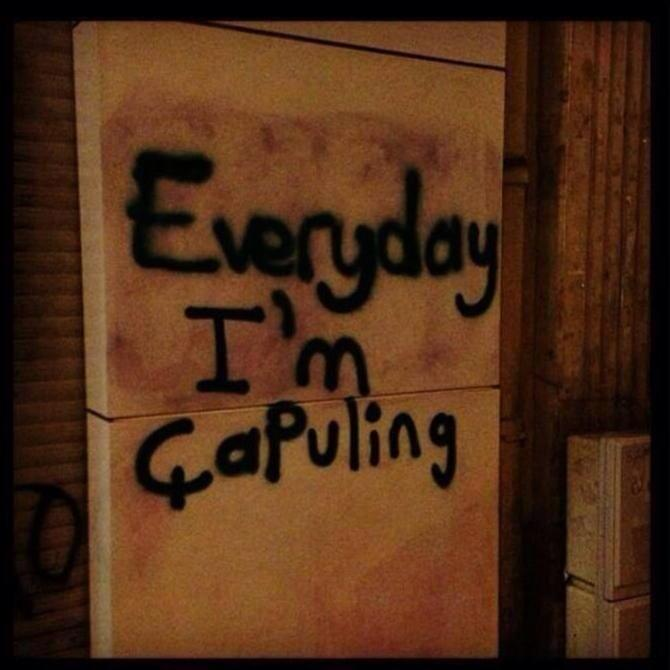
Graffiti na Turquia, 2013.

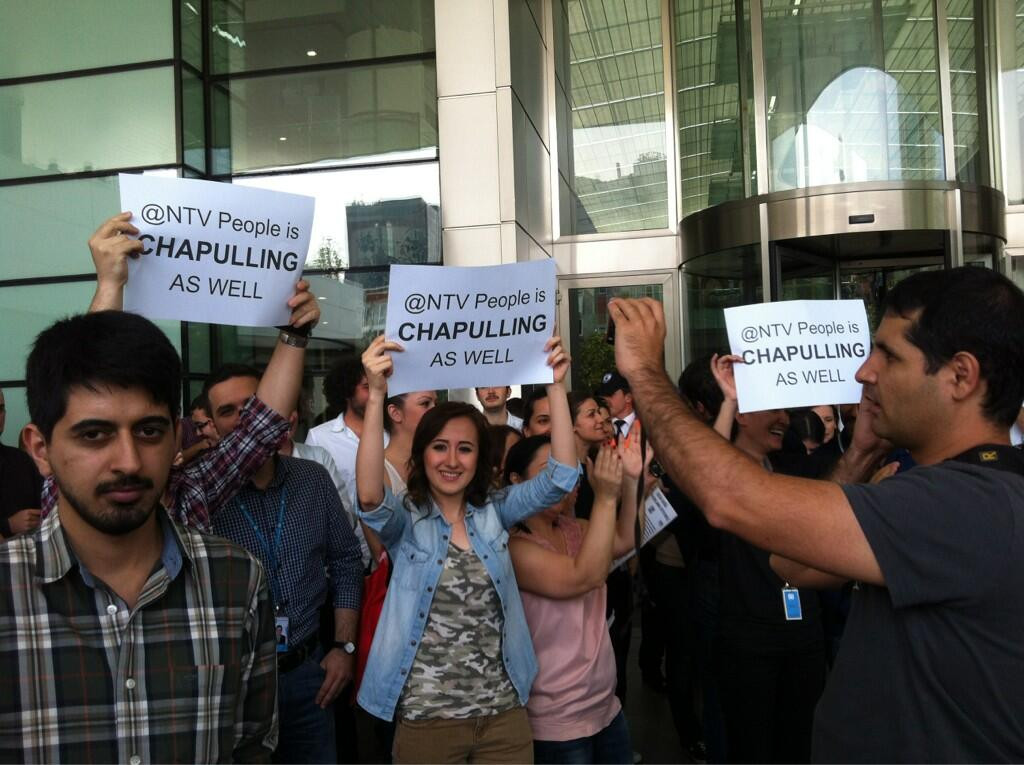
jornalistas da NTV Turquia.

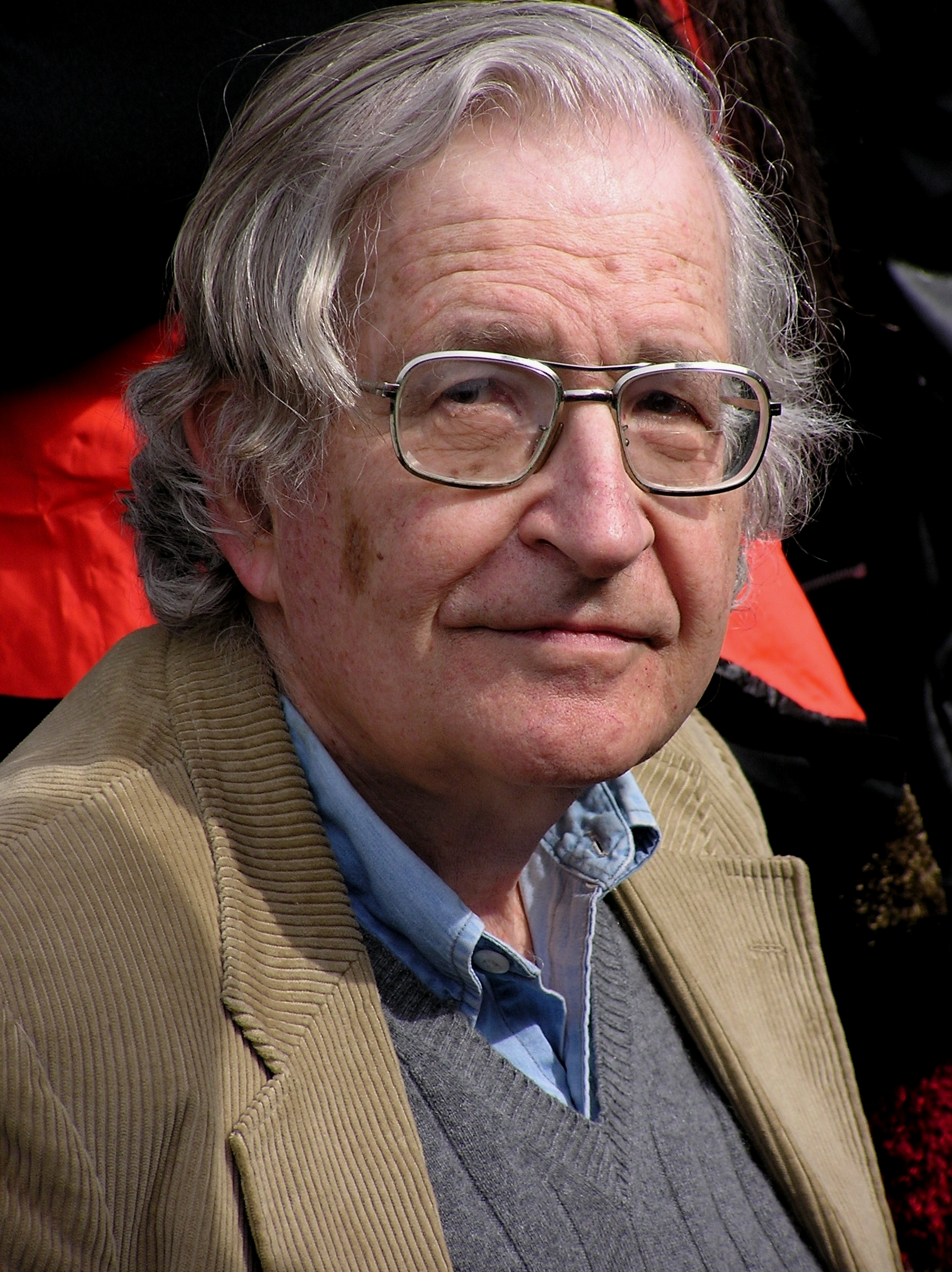
Noam Chomsky: „I am also a çapulcu – In solidarity – Resistanbul“.

Tchapular (ou Tchapulear, Chapulling em inglês) é um neologismo derivado dos protestos de 2013 na Turquia após o uso do primeiro-ministro Erdoğan a palavra çapulcu (que poderia se traduzir como "saqueador" ou "vagabundo" como contemporâneo) para descrever os manifestantes. A palavra virou moda rapidamente, adoptada e anglicismo pelos menifestantes com um novo significado: a luta por seus direitos.

## História
O primeiro-ministro Recep Tayyip Erdoğan disse num discurso em referência para os manifestantes: "Não podemos simplesmente ver alguns saqueadores (ou vagabundos) incitando nosso povo [...] Sim, também vamos construir uma mesquita, não precisamos de permissão para ele, nem do chefe do Partido Republicano do Povo (CHP), nem de uns poucos saqueadores (ou vagabundos), tomei a permissão do cinqüenta por cento dos habitantes que nos têm eleito como o partido de governo."
Os manifestantes rapidamente decidiram a tomar o termo para descrever a si mesmo como çapulcu e alteram o significado. Em poucos dias, o termo tende ter um significado negativo se converteu num termo positivo da auto-identificação. Os partidários internacionais dos eventos do Parque de Gezi tomaram fotos deles com mensagens de " Eu sou 'çapulcu', assim" e as têm colocado no meios sociais, dirigidas para os manifestantes na Turquia. O movimento foi apoiado pelo linguista e crítica político Noam Chomsky, quem definiu a si mesmo como um tchapulo, dando a mensagem de que todo o mundo é Taksim, em todo lugar está a resistência. Cem Boyner, presidente do Boyner Holding, também apoiou o movimento pela celebração de uma bandeira: Eu não sou nem de direita nem de esquerda, sou um tchapulador.

## Conjugações
Eu tchapulo

Tu tchapulas

Você/ele/ela tchapula

Nós tchapulamos

Vós tchapulais

Vocês/eles/elas tchapulam

## Canção de Tchapular
Após os protestos, a canção de tchapular que se chama de Everyday I'm chapulling (todos os dias estou tchapulando) se tornou muito popular na Turquia.